# Battaglia del Bosco di Moreuil
La battaglia del Bosco di Moreuil (30 marzo 1918) fu uno scontro avvenuto durante l'offensiva di primavera nelle ultime fasi della prima guerra mondiale che ebbe luogo sulle sponde del fiume Avre, in Francia, dove la Canadian Cavalry Brigade attaccò e costrinse la 23. Division tedesca a ritirarsi dal bosco di Moreuil, in posizione dominante sul fiume. Questa sconfitta tedesca contribuì all'insuccesso dell'offensiva del 1918.

## Il contesto
Nel 1918, il conflitto sul fronte occidentale si era ormai da tempo cristallizzato in una guerra di trincea, in cui nessuna delle due parti sembrava poter prevalere. Per rompere lo stallo, nell'anno precedente le forze dell'Intesa avevano tentato varie offensive, come la battaglia di Passchendaele. Questi assalti, costati centinaia di migliaia di morti a entrambe le fazioni, si erano conclusi con altrettanti fallimenti.
Nel frattempo, la situazione per l'Intesa era diventata problematica: la Russia si era ritirata dal conflitto dopo la Rivoluzione di ottobre e il seguente trattati di pace, gli Stati Uniti non avevano ancora stabilito una forte presenza militare in Europa e l'armata francese era pesantemente in sofferenza. Questo stato di cose lasciava ai soli britannici il compito di opporsi agli attacchi tedeschi. Questi ultimi, dopo le vittorie in Italia e la chiusura del fronte orientale che aveva reso disponibili nuove forze, ritenevano di avere buone opportunità per un'offensiva.
Ad aggravare la situazione per le forze dell'Intesa, i francesi avevano smantellato molte divisioni per mantenere a pieno organico le rimanenti, mentre i britannici si vedevano negati rinforzi vitali per dissidi fra il loro primo ministro, David Lloyd George, e il capo della British Expeditionary Force, il feldmaresciallo Douglas Haig. Lloyd George temeva che, se avesse inviato ulteriori uomini ad Haig, questi sarebbero stati condotti al massacro, come già era avvenuto l'anno precedente (1917), con inevitabili ripercussioni sull'opinione pubblica. Le divisioni tedesche erano, all'opposto, esperte e ben rifornite di uomini ed equipaggiamento.
Il generale Erich Ludendorff ebbe il compito di preparare l'offensiva, che fu chiamata Operazione Michael. Tre armate tedesche, 2ª, 17ª e 18ª, avrebbero dovuto far breccia attraverso la sezione più debole delle linee alleate, presidiata dalla 5ª e dalla 3ª Armata. Il 21 marzo 1918, alle 4 del mattino, coperti da un pesante fuoco di sbarramento dell'artiglieria, i tedeschi iniziarono l'attacco. I britannici, vista la loro debole posizione (la 5ª Armata era dispersa su 40 km di fronte scarsamente protetto) furono costretti a ritirarsi.
Il 23 marzo le forze tedesche irruppero nel villaggio di Ham, e la 3rd Cavalry Division, comandata dal brigadier generale A.E.W. Harman, fu inviata nel villaggio di Bouchoire insieme a duecento uomini della Canadian Cavalry Brigade. All'avanzare dei tedeschi, la forza appena formatasi combatté a Cugny, Villeselve, La Neuville e Beaumont-en-Beine. Il giorno 26, i tedeschi spezzarono le linee alleate, che si ritirarono, con la forza guidata da Harman a condurre azioni di retroguardia. A questo punto, le truppe tedesche si erano addentrate per 45 km nelle posizioni alleate; tuttavia, le linee di approvvigionamento cominciavano ad essere troppo estese, sicché Ludendorff cambiò i suoi obiettivi, cercando di incunearsi fra le forze britanniche e quelle francesi. Ciò fece sfumare in parte l'impeto dell'assalto.
Il giorno 30 l'attacco fu rinnovato, ma questa volta le forze alleate si erano riorganizzate e avevano ricevuto rifornimenti. Al mattino del 30, la 23. Division tedesca aveva occupato il Bosco di Moreuil, che dominava il fiume Avre, e controllava la ferrovia Amiens–Parigi.

## La battaglia
Alle 8:30 del 30 marzo 1918, il generale Seely e i suoi aiutanti si mossero verso il Bosco di Moreuil. Le forze britanniche furono schierate all'altro lato dell'Avre, con l'ordine di attraversare il fiume e rallentare l'avanzata nemica il più a lungo possibile. Alle 9:30, raggiunto il bosco e accolto dal fuoco delle truppe tedesche ivi presenti, Seely ordinò ai Royal Canadian Dragoons di spedire distaccamenti per proteggere il villaggio, mentre altre sezioni avrebbero dovuto catturare l'angolo nordoccidentale del bosco. Nel frattempo, ai Lord Strathcona's Horse fu incaricato di occupare la parte sudorientale del bosco e disperdere qualsiasi forza tedesca vi avessero trovato (i Royal Canadian Dragoons e i Lord Strathcona's Horse erano due unità della Canadian Cavalry Brigade).
Alle rimanenti unità della Brigade fu ordinato di penetrare nel bosco da nordovest e rastrellarlo verso il lato orientale, dove erano in attesa gli Horse. Dopo che il loro primo assalto fu respinto dal fuoco delle mitragliatrici, le unità di cavalleria smontarono e procedettero ad attaccare una seconda volta a baionette inastate, respingendo i tedeschi verso il centro del bosco. In molti punti scoppiarono lotte corpo a corpo con spade e pistole mentre le forze alleate affrontavano il Grenadier-Regiment Nr. 101, che perse organizzazione e morale. 
Mentre la cavalleria canadese combatteva nel bosco, fu colpita a est da fuoco di mitraglia. Simultaneamente, unità dei Royal Canadian Dragoons furono costrette a rifugiarsi nel bosco a nord a causa dell'attacco tedesco. A causa della natura del terreno, la battaglia si frammentò rapidamente in una serie di schermaglie, con le unità alleate separate e disperse fra le formazioni tedesche, e l'impossibilità di combattere a cavallo rallentò considerevolmente il ritmo dello scontro.
Nel frattempo, il resto della 3rd Cavalry aveva attraversato il fiume e si era distribuito attorno al bosco, per sostenere le varie forze canadesi impegnate in combattimento. Buona parte dei rinforzi fu avvertita della necessità di smontare da cavallo prima di entrare in battaglia. A questo punto, le unità dei Lord Strathcona's Horse furono divise in squadre di esplorazione di una decina di uomini ciascuna e inviate in ricognizione.
Il comandante dello squadrone C, luogotenente Gordon Flowerdew, ordinò alle sue forze di mettere in sicurezza l'angolo nordest e tornare a rapporto. Le truppe sorpresero e distrussero forze tedesche che stavano razziando un carro francese, poi smontarono e avanzarono nel bosco, sotto il fuoco. Flowerdew arrivò e, valutata la situazione, decise di usare i suoi uomini per tagliar fuori la ritirata tedesca, mentre l'altra sezione avrebbe aiutato a respingere i tedeschi fuori dal bosco.
Con le truppe tedesche sotto attacco dagli apparecchi dei Royal Flying Corps, che sganciarono 109 bombe e spararono 17 000 proiettili, i sei squadroni di cavalleria presenti nel bosco si avvicinarono al lato sudovest, ma furono colpite dal pesante fuoco nemico e soffrirono gravi perdite, dovendo quindi fermarsi. Flowerdew raggiunse una posizione sopraelevata all'agolo nordorientale del bosco, proprio mentre sopraggiungeva un gruppo di 300 uomini del Grenadier-Regiment Nr. 101 in ritirata. Il luogotenente ordinò la carica, ma i tedeschi aprirono il fuoco prima ancora che potesse squillare la tromba. Entrambe le fazioni furono decimate dalla carica, Flowerdew fu ferito gravemente (morì il giorno successivo) e solo 51 dei suoi uomini sopravvissero.
Alle 11, ai tedeschi rimaneva solo più il lato meridionale del bosco. Mentre erano in arrivo rinforzi per i britannici, Seely ordinò di scacciare le forze tedesche rimanenti, mentre fece arrestare il fuoco delle artiglierie per evitare perdite da fuoco amico. I tedeschi furono messi in rotta e la giornata finì con il bosco in mani alleate, al prezzo di 305 perdite totali.
Alla mattina del giorno seguente, un attacco tedesco riconquistò gran parte del bosco, oltre al vicino Bois du Fusilier situato circa 2 km a nordest. Il generale Seely ebbe il comando della controffensiva. La brigata canadese attaccò in tre ondate, assicurando i fianchi mentre si muoveva attraverso il bosco, e ingaggiando i tedeschi in scontri corpo a corpo. Le forze tedesche furono nuovamente respinte, ma reagirono con pesanti bombardamenti di artiglieria e svariati contrattacchi, che però non impedirono agli alleati di mantenere il controllo sul bosco. A nordest, il Bois du Fusilier fu attaccato alle 9 e due ore dopo era anch'esso in mani alleate. Alle ore 15, le forze alleate ricevettero infine il cambio da parte di divisioni fresche.
Nei giorni seguenti, i tedeschi riuscirono a riprendere il controllo del Bosco di Moreuil e dell'area circostante, ma ormai l'inerzia della loro avanzata era andata perduta. Ludendorff terminò l'offensiva il 5 aprile 1918.

## Conseguenze
La tenace resistenza alleata, espressa in battaglie come quella del Bosco di Moreuil, mise fine all'Operazione Michael. La Germania catturò 1930 km² di territorio, ma al prezzo di 250 000 fra morti, feriti e dispersi, una perdita da cui non si sarebbe più ripresa, anche a causa del pessimo stato della sua economia. Gli alleati persero 240 000 uomini.
Dopo la fine dell'offensiva, Lloyd George spedì i rinforzi ad Haig, e anche la presenza statunitense salì da 162 000 a 318 000 uomini. Gli alleati lanciarono le loro controffensive, a partire da quella di Amiens, poco a nord di Moreuil, che terminò con una cruciale vittoria alleata. Ludendorff commentò che la situazione si era fatta nera per l'armata tedesca.
Gordon Flowerdew, comandante dello squadrone C morto nella carica contro i granatieri tedeschi, ricevette una Victoria Cross postuma, una delle venti concesse durante l'offensiva tedesca e la successiva controffensiva.
La battaglia causò la distruzione del castello di Moreuil, appartenuto alla famiglia Rougé, ereditato dai Signori di Créquy, principi di Poix e duchi di Lesdiguières.
Il Bosco di Moreuil fu definitivamente strappato ai tedeschi nell'agosto successivo, a opera delle forze francesi, mentre il Bois du Fusilier fu preso da elementi della cavalleria canadese.